# 16059 Marybuda
A 16059 Marybuda (ideiglenes jelöléssel 1999 JV86) a Naprendszer kisbolygóövében található aszteroida. A LINEAR projekt keretében fedezték fel 1999. május 12-én.